# Okres amarneński

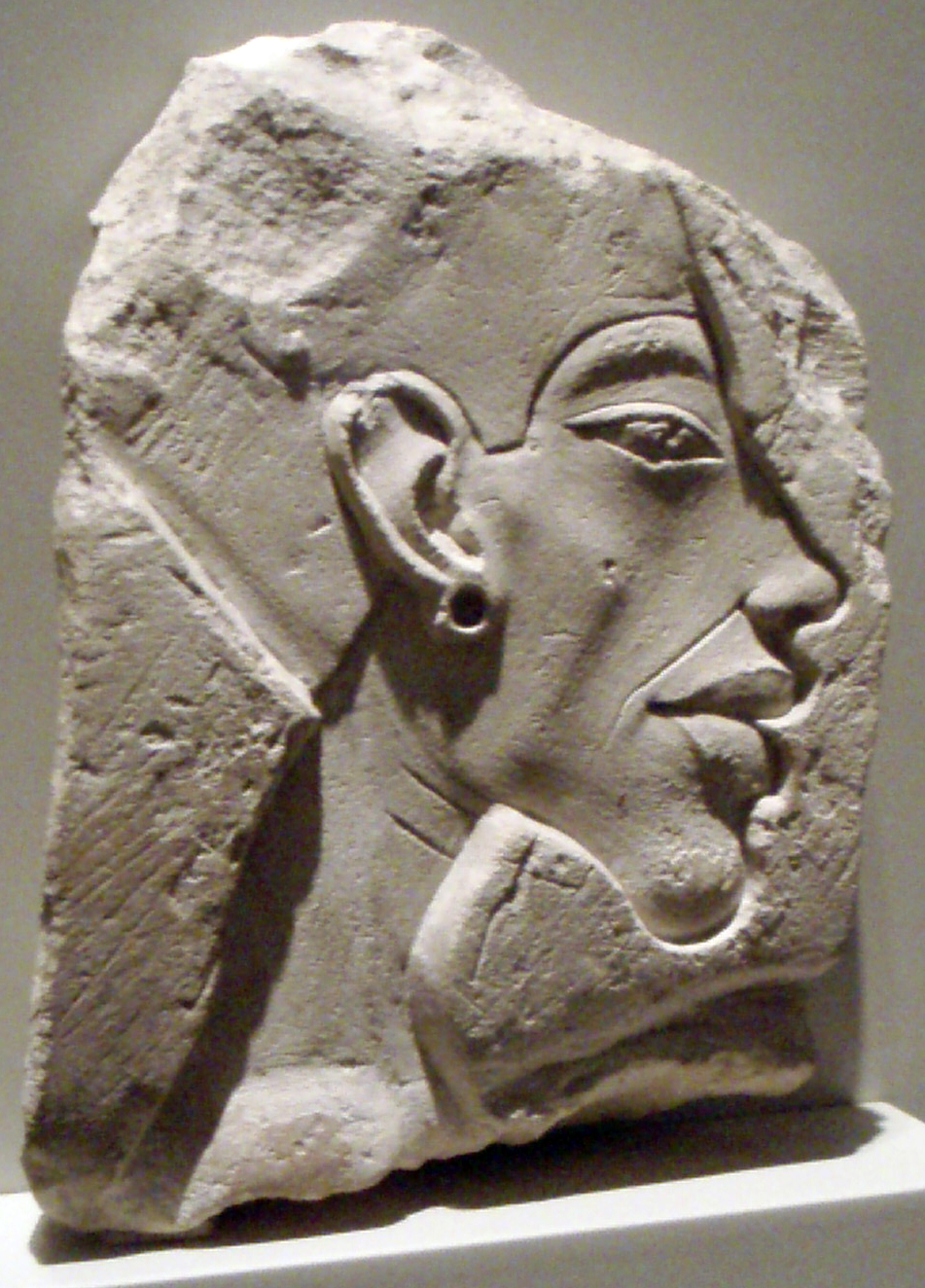
Portret Echnatona w charakterystycznym stylu amarneńskim

Okres amarneński (XIV w. p.n.e.) – czas niepokoju religijnego i politycznego w starożytnym Egipcie. Obejmował rządy kilku władców XVIII dynastii: Echnatona, Smenchkare, Tutanchamona i Aja.

## Początek rewolucji
Za XVIII dynastii faraon Amenhotep III prawdopodobnie zaniepokojony wpływami kapłanów Amona rozpoczął reformę religijną. Okres amarneński cechował się zmianami wierzeń religijnych. Najprawdopodobniej reformę zaproponowała królowa Teje.
Zmianie uległ kult faraona. Święto sed miało na celu odnowienie jego sił po latach rządzenia, przybliżając go do ludzi. Amenhotep wykorzystał trzy rytuały, aby ogłosić się wcieleniem Ra. Widać to w świątyniach wzniesionych w Soleb i Sedeinga, gdzie władca był czczony niczym bóg słońca.
Amenhotep III powoli odsuwał się od kultu Amona, zwracając się ku innym bogom, zwłaszcza solarnym. Jednym z kluczowych elementów tych zmian było wydobycie z zapomnienia kultu mało znanego boga, Atona, przedstawianego w postaci tarczy słonecznej z odchodzącymi od niej promieniami zakończonymi dłońmi.

## Amenhotep IV u władzy
Następca Amenhotepa III, Amenhotep IV, od początku swojego panowania przejawiał duże zainteresowanie reformami i nowym kultem, który zaczął być wprowadzany przez jego ojca. W pierwszym roku panowania wydał rozkaz wzniesienia świątyni „ku czci Ra-Horachtiego, który raduje się na horyzoncie w swym imieniu Szu, który jest w Atonie”. Bóg został przedstawiony jako człowiek z głową sokoła, a świątynia nazywana Wielkim Benben. Budowla została wzniesiona na terenie świątyni Amona w Karnaku.
Amenhotep IV, zmienił swe imię na Echnaton („Żyjący Ducha Atona”). Aby przypieczętować powstanie nowej religii faraon poddał się świętu sed w 4. roku panowania (a nie w 30., jak było w zwyczaju). W ten sposób stał się zarówno ludzkim królem, jak i bogiem – Atonem. W 6. roku panowania rozkazał zamknąć świątynie poświęcone innym bogom. Ich imiona i wizerunki miały zostać skute.
Następnie faraon przeniósł stolicę do niezamieszkanego wcześniej miejsca w środkowym Egipcie, obecnego Tell el-Amarna (stąd nazwa okresu). Miasto nazwano Achetaton, czyli Horyzont Atona. Echnaton przeniósł się tam z najbliższymi i stamtąd panował. W nowej stolicy kwitł kult Atona, którego faraon uważał za swego ojca.

## Sztuka
Sztuka tego okresu przedstawia króla i jego rodzinę o nienaturalnych kształtach. Mają wydłużone głowy, skośne oczy, szerokie biodra i obwisłe brzuchy. Prawdopodobnie władca chciał w ten sposób oddzielić siebie i swoją rodzinę od innych ludzi. Według innej teorii Echnaton, podobnie jak reszta jego rodziny, cierpiał na zespół Marfana. Jest to choroba dziedziczna objawiająca się, długimi kończynami, pociągłymi palcami i innymi cechami podobnymi do przedstawionych na płaskorzeźbach. Jednak ostatnie badania genetyczne i tomograficzne przypuszczalnych szczątków faraona wykazały, że nie cierpiał na żadne schorzenie zniekształcające jego ciało. Poświęcając się nowej religii, Echnaton zaniedbał bardziej odległe części swojego kraju.
Echnatona i władców panujących bezpośrednio po nim usunięto z list królów. Mimo że Tutanchamon przywrócił kult Amona, jego imiona również zostały wymazane.